# Plesna glazba
Plesna glazba je glazba koja je posebno skladana za olakšavanje ili pratnju plesa. Može biti cijela skladba ili dio većega glazbenog aranžmana. Što se tiče izvedbe, glavne kategorije su: plesna glazba uživo i snimljena plesna glazba. Iako postoje potvrde o spoju plesa i glazbe u antičko doba (na primjer, starogrčke vaze ponekad prikazuju plesače u pratnji glazbenika), najranija zapadna plesna glazba koju se još uvijek može reproducirati sa stupnjem sigurnosti su stari plesovi. U razdoblju baroka glavni plesni stilovi bili su plemeniti dvorski plesovi. Valcer je nastao kasnije u klasicizmu. U vrijeme romantizma, došlo je uspona raznih drugih nacionalnih plesnih oblika poput: barkarole, mazurke, ecossaise, balade i poloneze.
Moderna popularna plesna glazba prvobitno je proizašla iz plesne i društvene plesne glazbe kasnoga 19. stoljeća. Tijekom ranog 20. stoljeća, ples je postao popularan među radništvom koje je posjećivalo plesne dvorane. Plesna glazba postala je iznimno popularna tijekom 1920-ih. U 1930-ima, swing je bio popularna plesna glazba u Americi. Pedesetih godina prošlog stoljeća rock and roll postaje popularna plesna glazba. Kasne 1960-e doživjele su uspon soula i R&B-a. Doseljenici s Dominikanske Republike i Kube u New Yorku osmislili su popularnu salsu kasnih 1960-ih, koja je proizašla iz latinskog glazbenog žanra salse. Usponom discoa ranih 1970-ih nastavlja se popularizacija plesne glazbe. Do kasnih 1970-ih razvijala se elektronska plesna glazba. Ova glazba, nastala pomoću elektronike, stil je popularne glazbe koji se obično svira u noćnim klubovima, na radiopostajama, u emisijama i na zabavama. Razvili su se mnogi podžanrovi elektronske plesne glazbe. Folklorna plesna glazba prati tradicijski ples i može se usporediti s povijesnom/klasičnom i popularnom/tržišnom plesnom glazbom.
Djela plesne glazbe često nose naziv odgovarajućeg plesa, npr. valceri, tango, bolero, cancan, menueti, salsa, razne vrste jigova i breakdown. Ostali plesni oblici uključuju: merengue (Dominikanska Republika) i cha-cha-cha. Često je teško znati je li ime proizašlo iz glazbe ili plesa.

## Galerija
- Bachata, kubanski ples
- Plesni par
- Plesni izvođači
- Plesanje na plesnu glazbu